# Lepidaploa borinquensis
Lepidaploa borinquensis là một loài thực vật có hoa trong họ Cúc. Loài này được (Urb.) H.Rob. mô tả khoa học đầu tiên năm 1990.